# Pup
Pup ili pupoljak je embrionski ili nerazvijeni dio izdanka, koji se nalazi na stabljici odnosno u podnožju lista. 
Iz pupa se razvija izdanak. Može neko vrijeme mirovati pa se kasnije aktivirati. Razvoj pupova zove se pupanje. Neki pupovi prekriveni su ljuskama i dlačicama kao zaštitom, pogotovo u područjima oštre, surove klime. One štite najnježnije dijelove pupa. Ponekad je pup prekriven i tvarima koji ga štite. Pup bez ljuski zove se goli pup. 
Vršni ili terminalni pup nalazi se na vrhu stabljike, a ostali su postrani ili lateralni pupovi. Ako vršni pup propadne, kod nekih vrsta, neki drugi pup preuzet će njegovu ulogu. Na stabljici mogu biti raspoređeni naizmjenično ili nasuprotno. Pupovi mogu poslužiti otkrivanju o kojoj se vrsti drveća radi, pogotovo u zimskim mjesecima, kada listopadno drveće nema lišće. Pupovi se razlikuju po boji, položaju i dr.
Adventivni pupovi nalaze se na neuobičajenim mjestima, npr. ispod kore ili na korijenu. Spavajući pupovi su oni koji će mirovati preko zime i aktivirati se u proljeće. Dormantni pupovi mirovat će nekoliko godina. Iz vegetativnih pupova razvit će se listovi, a iz reproduktivnih pupova uz listove, razvit će se i cvjetovi, a iz njih plodovi. 

## Galerija
- Pup ruže
- Pup smokve
- Pup divljeg kestena
- Pup hrasta lužnjaka